# 池田市立池田小学校
池田市立池田小学校（いけだしりつ いけだしょうがっこう）は、大阪府池田市大和町にある公立の小学校。

## 概要
現在の池田市の市域で最初に設置された小学校として、1873年に創立した。池田市の中心部を校区としている。市立池田病院に院内学級を設置して入院中の児童に教育を施している。
校内に広島原爆の被爆石を使用した「平和の像」が平和学習の一環として設置されている。体育館建設に伴い講堂を撤去して跡地に体育館を建設し、東西校舎も改築した。
名称が類似した大阪教育大学附属池田小学校（国立）は別の学校ではあるが、歴史的には現在の市立池田小学校より分離した学校として関連を持つ。

## 沿革
- 1873年 - 池田第一番小学校が開校する。
- 1881年 - 池田小学校に改称する。
- 1909年 - 学校の一部に、大阪教育大学の前身校の一つとなる大阪第二師範学校の代用附属機能を持たせる。
  - 代用附属学級を池田第一尋常高等小学校（建石町）、一般学級を池田第二尋常高等小学校（室町）として分離。
- 1917年 - 池田第二尋常高等小学校内に、大阪府立渋谷高等学校の前身となる池田町立手芸女学校を併設する。
- 1919年 - 池田第一尋常高等小学校は池田師範学校附属小学校として独立し、池田第二尋常高等小学校は豊能郡池田尋常高等小学校に改称する。
- 1924年 - 現在地に移転する。
- 1939年 - 池田市の市制施行により、池田市池田尋常高等小学校に改称する。
- 1941年 - 国民学校令により、池田市池田国民学校に改称する。
- 1947年 - 学制改革により、池田市立池田小学校に改称する。
- 1952年 - 大阪大学・大阪学芸大学の2大学より研究協力校の指定を受ける。
- 1970年 - 学校給食優良校として、文部大臣表彰を受ける。
- 1986年 - 広島市役所の被爆石を礎石に用いて「平和の像」を建立する。
- 1987年 - 文部省から、音楽科の研究校に指定される。
- 1996年 - 大阪府教育委員会から、社会科と生活科の研究校に指定される。
- 2004年 - 池田市クォリティ・エデュケーション・モデル学校に指定される。

## 通学区域
- 池田市 新町・綾羽1-2丁目・栄本町・城山町・建石町・上池田1-2丁目・城南1-3丁目・大和町・菅原町・栄町・槻木町・西本町[1]。
- 卒業後は池田市立池田中学校へ進学する。

## 交通
- 阪急宝塚線 池田駅 北東へ約350m。